# Dikrella gossypii
Dikrella gossypii är en insektsart som beskrevs av Young 1956. Dikrella gossypii ingår i släktet Dikrella och familjen dvärgstritar.
Artens utbredningsområde är Ecuador. Inga underarter finns listade i Catalogue of Life.